# Tramm (Mecklenburg)
Tramm ist eine Gemeinde im Landkreis Ludwigslust-Parchim in Mecklenburg-Vorpommern (Deutschland). Sie wird vom Amt Crivitz verwaltet. Zum 1. Juli 2011 wurde Göhren nach Tramm eingemeindet, wodurch sich die Größe des Gemeindegebiets nahezu verdoppelte.

## Geografie und Verkehr
Die Gemeinde liegt südlich der Bundesstraße 321.  Die Bundesautobahn 14 (etwa 18 km) ist über die Anschlussstelle Schwerin-Ost erreichbar. Die Gemeinde liegt etwa sieben Kilometer südlich von Crivitz und zirka acht Kilometer östlich von Banzkow. Der Gramnitzbach und der Störkanal durchfließen das Gemeindegebiet. Im Süden der Gemeinde liegen das Wald- und Wiesengebiet der Lewitz und ein Teil des Naturschutzgebiets Fischteiche. Höchster Punkt sind die bewaldeten Krähenberge mit 74 m ü. NHN westlich von Tramm. In der Nähe von Göhren liegt der Settiner See. Es ist der einzige größere Natursee im Gemeindegebiet. An dessen Ufern befindet sich das Waldgebiet Settiner Tannen.

### Ortsteile und Gemarkungen
Zu Tramm gehören die Ortsteile Bahlenhüschen, Göhren und Settin.
Es existieren folgende Gemarkungen
| Gemarkungsnummer | Gemarkungsname | Gemarkungsfläche (in ha) |
| ---------------- | -------------- | ------------------------ |
| 130664           | Göhren         | 1326,3680                |
| 130665           | Bahlenhüschen  | 78,4267                  |
| 130666           | Settin         | 604,2902                 |
| 130720           | Tramm          | 2203,0825                |

## Geschichte
Am 1. Juli 2011 schloss sich Göhren an die Gemeinde Tramm an.
Settin: Im 16. Jahrhundert war Settin als Hauptlandesgestüt für seine Pferdezucht bekannt. Gutsbesitzer waren u. a. die Familien Zarnekow (Mitte des 19. Jh.), Rehm (ab um 1900) und Oertel (1939–1945). Das sanierte Gutshaus im Besitz der Oertel ist seit 1998 ein Gästehaus.
Tramm: Die spätgotische Dorfkirche Tramm stammt aus dem  15. Jahrhundert.

## Politik

### Bürgermeister und Gemeindevertretung
Bürgermeister von Tramm ist Heinrich-Hermann Behr.
Gemeindevertreter:  UWG: 4, PDS: 2, WG Saubere Gemeinde: 2, CDU: 1.

### Wappen, Flagge, Dienstsiegel
Die Gemeinde verfügt über kein amtlich genehmigtes Hoheitszeichen, weder Wappen noch Flagge. Als Dienstsiegel wird das kleine Landessiegel mit dem Wappenbild des Landesteils Mecklenburg geführt. Es zeigt einen hersehenden Stierkopf mit abgerissenem Halsfell und Krone und der Umschrift „• GEMEINDE TRAMM • LANDKREIS LUDWIGSLUST-PARCHIM“.

## Sehenswürdigkeiten
- Landschaftsschutzgebiet Lewitz

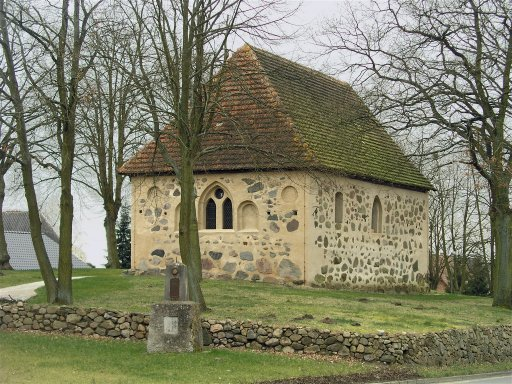
Dorfkirche Tramm

- Dorfkirche Tramm, eine frühgotische Backsteinkirche
- Reetgedeckte Bauernhäuser
- Forstscheune Bahlenhüschen
- Hölzerne Gänse vor der Kirche, die auf Eigenart der Trammer verweisen sollen: „Eigen as de Trammer Gös (Gäus), sitten up't Water un supen nich.“ (Eigensinnig wie die Trammer Gänse, sitzen auf dem Wasser und saufen nicht.)[4]

## Sport
- Seit 2016 wurde auch ein Fußballverein namens FC Tramm gegründet. Da sie in ihrer ersten Saison alle Spiele verloren, durften sie um den Super-Dupi-Cup spielen und "gewannen" ihnen. Dieser Wettbewerb kührt alljährlich das schlechteste Fußballteam in Deutschland.